# Los Planes, Guerrero
Los Planes är en ort i Mexiko.   Den ligger i kommunen Petatlán och delstaten Guerrero, i den södra delen av landet, 280 km sydväst om huvudstaden Mexico City. Los Planes ligger 589 meter över havet och antalet invånare är 106.
Terrängen runt Los Planes är huvudsakligen kuperad, men västerut är den bergig. Los Planes ligger nere i en dal. Runt Los Planes är det glesbefolkat, med 19 invånare per kvadratkilometer. Närmaste större samhälle är El Porvenir, 6,3 km sydost om Los Planes. I omgivningarna runt Los Planes växer huvudsakligen savannskog.